# Selaginella browneana
Selaginella browneana är en mosslummerväxtart som beskrevs av Otto Christian Schmidt. Selaginella browneana ingår i släktet mosslumrar, och familjen mosslummerväxter. Inga underarter finns listade i Catalogue of Life.